# Kolonie Schönfeld
Die Kolonie Schönfeld (auch Kolonie Brasol) war eine russlandmennonitische Ansiedlung in der heutigen Ukraine.
Die Kolonie wurde 1868 gegründet, als 15 Familien aus der Kolonie Molotschna hier Land kauften. Die Kolonie lag 50 km nördlich der Kolonie Molotschna. Die meisten Siedler kamen aus Molotschna, manche aus Chortiza, einige sogar aus Westpreußen. 1870 wurde das Land einer Hutterer-Kolonie zugekauft. Im Unterschied zu anderen Tochterkolonien von Molotschna wurde Schönfeld weder finanziell noch organisatorisch unterstützt. Ebenfalls ungewöhnlich war, dass die russische Regierung ihre eigene Verwaltung in das Dorf Schönfeld versetzte.
Die Kolonie wurde sehr wohlhabend. Zunächst betrieb man Schafzucht, doch dann gingen alle zum Getreideanbau über. Während des Bürgerkriegs litt die Kolonie sehr unter den Machno-Banden, weil diese im nahen Guljaipole ihr Hauptquartier hatten. 45 Menschen wurden ermordet. Im Herbst 1919 verließen die meisten Bewohner die Kolonie und zogen in die Kolonie Molotschna. Heute gibt es kaum Spuren der mennonitischen Vergangenheit. Kirchlich gehörte die Kolonie zur Lichtenauer Gemeinde aus der Molotschna.
| ursprünglicher Name        | heutiger Name       | ukrainisch          | Gründung |
| -------------------------- | ------------------- | ------------------- | -------- |
| Blumenfeld / Sagorjanskoje | nicht mehr existent | nicht mehr existent | 1848     |
| Blumenheim / Werbowskoje   | Danyliwka           | Данилівка           | ca. 1875 |
| Brasol                     |                     |                     | 1868     |
| Eichenthal                 | Jehoriwka           | Єгорівка            | 1875–79  |
| Kronsberg                  | Ostapiwske          | Остапівське         | 1879     |
| Rosenhof                   | Snatschkowe         | Значкове            | 1868     |
| Schönfeld / Krasnopol      | Barwiniwka          | Барвінівка          | 1868     |
| Schönbrunn                 | nicht mehr existent | nicht mehr existent | 1885     |
| Silberfeld                 | nicht mehr existent | nicht mehr existent | ca. 1839 |
| Tschonuk                   |                     |                     | 1869     |

Gelegentlich wurden auch die folgenden Dörfer, möglicherweise nur Ansammlungen von Höfen, als Teil der Kolonie genannt: Hochfeld (heute Ukromne, Укромне) und Neuhochfeld.